# 新井琉月
新井 琉月（あらい るな、2010年6月28日 - ）は、日本の子役である。スマイルモンキー所属。
姉は女優の新井美羽。趣味は、お人形あそび、おままごと。特技は顔芸、お笑いのモノマネ。
NHK Eテレ『天才てれびくん』2023年度からてれび戦士として知られている。

## 出演

### テレビドラマ
- 小暮写眞館（2013年4月、NHK BSプレミアム） - 花菱光（幼少期）役
- 民王スペシャル〜新たなる陰謀〜（2016年4月15日、テレビ朝日） - 江見芳信と入れ替わった幼児 役
- 連続テレビ小説「ちむどんどん」（NHK） - 石川晴海（10歳） 役
- 仮面ライダーギーツ 20・21話（2023年1月29日・2月5日、テレビ朝日） - 我那覇澪 役

### 配信ドラマ
- 天目危机episode8（2021年、Youku） - 幼い張妮 役

### その他のテレビ番組
- ワラッチャオ!（2015年、NHK BSプレミアム）
- 踊る!さんま御殿!!（2015年、日本テレビ） - 再現VTR
- ロンドンハーツ ドッキリの祭典（2016年、テレビ朝日）
- ジブリのうた（2018年、NHK総合）
- 関ジャニ∞クロニクル（2019年、フジテレビ）
- Eダンスアカデミーシーズン8・9（2020年 - 2022年、NHK Eテレ）8台目Eダンスキッズ
- うたコン（2021年、NHK総合）
- ワルイコあつまれ（2022年、NHK Eテレ）
- 天才てれびくん（2023年 - 2025年、NHK Eテレ）てれび戦士

### CM
- エスクリ、得ナビウェディング（2015年）[2]
- アフラック「はじめてダック医療保険No.1篇」（2015年）
- アフラック、はじめてダック医療保険No.1篇（2015年）
- 小学館、任天堂かいておぼえるドラがな（2015年）
- ベネッセ、こどもちゃれんじ いろんな、できた!篇（2016年）
- ローソン、3世代ローソンシリーズ（2016年）
- JA中野市、はじめよう!きのこ習慣!（2016年）きのこダンサーズ[3]
- Amazon「Christmas “GIVE”」（2019年）
- ケンタッキーフライドチキン ローストチキンサンド『サンドのうた』篇（2019年）
- 阪急交通社「ハンキューで行こう！」（2019年）
- Spotify「ずっと真夜中でいいのに。『音であふれる年末年始を』」（2022年）

### スチール
- ニューバランス（2023年）
- 「KIDS-TOKEI」7月号（2021年）
- 「高島屋」ベビーカタログ（2011年）
- 「高島屋」ひな祭りポスター（2011年）

### WEB
- WWFジャパン WEBドラマ「きっかけは、想う気持ちから。」親子とゾウ篇（2019年）
- スクールTV「みるみる学べるスクールTV」（2019年）
- ベネッセ「学習環境」ランドセル・学習机（2017年）

### ミュージックビデオ
- アニメタイムズ　DJ KOOと一緒にアニメを観よう！feat.teenager　第１～４回ゲスト[4]
- クリープハイプ「リバーシブルー」（2015年）